# حوش بانقا (منطقة)
حوش بانقا  أو حوش بانغا هي منطقة حضرية سودانية في مدينة شندي تبعد نحو 150 كيلو متر شمال العاصمة الخرطوم وتتبع هذه المنطقة محافظة أو ولاية نهر النيل في السودان، وهي مسقط رأس الرئيس السوداني السابق عمر حسن أحمد البشير.

## كشف أسرار الرئيس
توجه الكثير من الإعلاميين والصحفيين إلى منطقة (حوش بانقا) عندما علموا بأنها مسقط رأس الرئيس عمر البشير لكي يكشفوا أسرار الرئيس وبالفعل تمت العديد من المقابلات مع أصدقاء وأقارب عمر البشير وكشفوا الكثير من أسرار الشباب والطفولة للرئيس عمر البشير.